# Henrik II. Francoski
Henrik II. Francoski, francoski kralj od 1547 do smrti, * 31. marec 1519, Saint-Germain-en-Laye, † 10. julij 1559, Pariz.

## Zgodnje življenje
Henrik se je rodil na dvorcu Château de Saint-Germain-en-Laye v bližini Pariza očetu francoskmu kralju Francu I. in materi Klavdiji, vojvodinji Bretonije.
Leta 1525 je šel skupaj s svojim starejšim bratom Francem III. v zameno za izpustitev očeta, ki ga je zajel cesar Svetega rimskega cesarstva Karel V. med bitko pri Pavii, v ujetništvo v Madrid, kjer je ostal tri leta.
S štirinajstimi leti se je poročil z italijansko plemkinjo Katarino de' Medici. Ob smrti brata Franca III. leta 1536 je postal prestolonaslednik, svojega očeta je nasledil na svoj 28. rojstni dan enajst let kasneje.

## Kraljevanje
Henrikovo vladanje je bilo zaznamovano z vojnami z Avstrijo in preganjanjem protestantskih hugenotov. Z Ediktom iz Châteaubrianta 27. junija 1551 je pozval civilna in cerkvena sodišča, da odkrivajo in kaznujejo vse heretike in dajejo hude omejitve hugenotom. Edikt se je prav tako nanašal na strogo urejanje publikacij s prepovedjo prodaje, uvoza ali tiskanja neodobrenih knjig.   
Z namenom ponovne osvojitve Italije in s tem zagotovitvijo francoske nadvlade nad Evropo je Henrik II. napovedal vojno Karlu V., znano kot Habsburško-Valois vojna. Nadaljevanje očetovega francosko-otomanskega zavezništva mu je dovoljevalo glavnino svojih sil poslati proti Renu, medtem ko je južno Francijo branila francosko-otomanska flota. Ob zgodnji ofenzivi v Loreni je zajel tri škofijska mesta Metz, Toul in Verdun, kasnejše zavzetje Toskane s pomočjo Sienske republike v letu 1553 je bilo neuspešno; po porazu v bitki pri Marcianu je bila Siena priključena Velikemu vojvodstvu Toskani.
Karlova odpoved prestolu v letu 1556 ja Habsburško cesarstvo razdelila med španskega kralja Filipa II. in cesar Svetega rimskega cesarstva Ferdinanda I. Sama vojna se je preselila na ozemlje Flandrije, kjer je Filip v povezavi s savojskim vojvodom Emanuelom Filibertom v bitki pri Saint-Quentinu (1557) porazil Francoze. Po vstopu Anglije v vojno je Francozom sprva uspelo zasesti Calais in pleniti španske posesti na Nizozemskem, kljub temu je moral Henrik II. sprejeti premirje v Cateau-Cambrésisu. S podpisom miru, ki je bil ločeno sklenjen 2. in 3. aprila 1559 med Henrikom II. in angleško kraljico Elizabeto I. ter Henrikom II. in Filipom II., je Francija izgubila Savojo in Piemont na račun Savojskega vojvodstva, obdržala pa Calais in vse tri škofije v Loreni. Španija je obdržala Franche-Comté. Emanuel Filibert se je poročil z Margareto, vojvodinjo Berryja, sestro Henrika II., Filip II. se je poročil z Elizabeto Valois, hčerko Henrika II.

## Smrt
Na turnirju, ki se je odvijal 30. junija 1559 na trgu Place des Vosges v Parizu kot proslavitev miru v Cateau-Cambrésisu z nekdanjimi sovražniki in proslavitev poroke Henrikove hčerke s Filipom II., je Henrika s kopjem smrtno ranil vodja Kraljeve škotske garde Gabriel Montgomery. Umrl je 10. julija 1559.
Nasledil ga je sin Franc II., poročen z Marijo, škotsko kraljico, po njegovi smrti dobro leto kasneje pa ga je nasledil brat Karel IX. Ves čas, do leta 1563, je po smrti Henrika zaradi mladoletnosti namesto njiju vladala njuna mati regentka Katarina de' Medici.

## Prerokba
Nostradamus, francoski astrolog, poznan po pisanju prerokb, se pogosto omenja kot napovedovalec kraljeve smrti, ki naj bi jo zapisal v enem od svojih tetrastihov. Dejansko je bil omenjeni tetrastih prvikrat dan v tiskanje šele leta 1614, petinpetdeset let po dogodku, oseminštirideset po smrti Nostradamusa, kot tak je označen za postdikcijo (vaticinium ex eventu). Kraljevo smrt naj bi napovedal tudi sodobnik Nostradamusa, italijanski astrolog Luca Gaurico.